# Margaret Rosezarian Harris
Margaret Rosezarian Harris est une cheffe d'orchestre, compositrice et éducatrice américaine née le 15 septembre 1943 à Chicago et morte le 7 mars 2000 à New-York. Elle est la première afro-américaine à diriger l'orchestre philharmonique de Los Angeles, l'orchestre symphonique de Chicago, l'orchestre symphonique de Détroit ainsi que 13 orchestres d'autres villes.

## Enfance et formation
Margaret Rosezarian Harris naît le 15 septembre 1943 à Chicago, dans l'Illinois. Ses parents sont Clara Townsend Harris, une couturière, et Dewey Harris, un mécanicien de chemin de fer. À 3 ans, elle est reconnue comme une prodige de la musique et donne son premier récital de piano au Cary Temple Auditorium de Chicago, interprétant, de mémoire, 18 œuvres de Bach, Schubert, Tchaïkovski, Mozart et Brahms. Elle fait une tournée aux États-Unis en tant qu'enfant interprète jusqu'à l'âge de 6 ans. 
À 10 ans, après avoir interprété un mouvement du Concerto pour piano no 20 de Mozart (le 17 novembre et le 1er décembre 1953) avec l'orchestre symphonique de Chicago,, elle remporte une bourse à l'Institut de musique Curtis de Philadelphie et y déménage avec sa mère. Son père reste à Chicago,. Harris et sa mère lui rendent visite,. Margaret Harris étudie à la Juilliard School, financée par une bourse de la Fondation Leopold Schepp, dont elle devient par la suite membre du conseil d'administration. Elle y obtient des diplômes de premier cycle et de maîtrise, avec les plus grands honneurs.

## Carrière
Musicienne éclectique, Harris joue, compose et dirige dans un large éventail de styles musicaux, du classique au rock. Elle affirme au Times en 1972 que « La musique doit émouvoir, divertir. Tout ce qui m'importe, c'est que la musique soit bonne et qu'elle communique avec un large public, sans présentations spéciales ni excuses. Toutes ces barrières entre la pop et le classique sont snobs, artificielles. »

### Cheffe d'orchestre
En 1970, Margaret Rosezarian Harris devient directrice musicale pour la production de Broadway de la comédie musicale Hair, y jouant du piano tout en dirigeant un orchestre de sept musiciens hommes plus âgés. Plus tard, elle travaille notamment pour Broadway sur les adaptations musicales de Raisin (musical) (en) et Two Gentlemen of Verona (musical) (en).
En 1975, elle devient la première femme noire à diriger le Detroit Symphony Orchestra, et la première femme à le diriger en plus de quarante ans, après Ethel Leginska en 1925 et Antonia Brico en 1934. Elle dirige en tout 16 orchestres de grandes villes, et plusieurs compagnies de ballets. Elle travaille également avec l'actrice Ruby Dee, anime une émission de radio et est chargée de cours dans les collèges.

### Compositrice
Margaret Harris compose des musiques pour la télévision, deux concerto pour piano, deux ballets et un opéra.
Elle est la cofondatrice d'Opera Ebony (en),.
L'Association nationale des musiciens noirs honore Harris en 1972 pour ses réalisations.
En 1995, Harris se rend à Tachkent, en Ouzbékistan, pendant six semaines comme consultante sur une production de Porgy and Bess,, envoyée par le service d'information de l'ambassade des États-Unis.

### Fin de vie
Margaret R. Harris meurt soudainement à New York le 7 mars 2000, à l'âge de 56 ans, des suites d'une crise cardiaque. Elle était sur le point de prendre un poste de doyenne associée de l'Académie de musique de Pennsylvanie (en),.

## Compositions
- Concerto No.1. L'instrumentation est pour piano et orchestre[12].
- Concerto No.2 (1971). L'instrumentation est pour piano, basse électrique, batterie, orchestre[12].
- Introspections (1993). L’instrumentation est pour violon et orchestre[12].

## Citations
(mai 2025).
« Quand les gens apprennent à me connaître, ils comprennent qu'au fond, je ne représente pas vraiment une race ou un sexe. Pas de manière significative, en tout cas. Je me représente simplement. »
« Les femmes doivent continuer à s'appliquer et à persévérer, quel que soit le nombre de refus qu'elles reçoivent. Maintenant, je dois passer le flambeau. »